# Croatian Airplay Radio Chart
Airplay Radio Chart é uma parada musical da Croácia. Semanalmente é apresentado no HR2 Radio pertencente a empresa HRT como Top 40, a lista mais completa do Top 100 está disponível no site do HRT. Os dados são coletados pela HRT e baseia-se no airplay em cerca de 40 rádios na Croácia. Começou em 16 de setembro de 2002 e o arquivo na internet passou a ser disponível em 2 de maio de 2011.